# Phyllactis flosculifera
Phyllactis flosculifera är en havsanemonart som först beskrevs av Le Sueur 1817.  Phyllactis flosculifera ingår i släktet Phyllactis och familjen Actiniidae. Inga underarter finns listade i Catalogue of Life.